# Enterococcus avium
Enterococcus avium è un cocco gram positivo appartenente al genere Enterococcus. Vive allo stato saprofitico nell'intestino degli uccelli, dei cani e dei maiali, ritrovandosi abitualmente nelle feci. Nell'uomo, oltre che dal materiale fecale, è stato isolato anche dal sangue di pazienti affetti da endocardite infettiva.